# 田附勝
田附 勝（たつき まさる、1974年 - ）は、日本の写真家。

## 人物
1974年、富山県生まれ。埼玉県立和光国際高等学校卒業後、写真を独学で学ぶ。1995年から1996年にかけてスタジオFOBOSにて勤務。1998年、フリーランスとして活動開始。同年、アート・トラックに出会い、9年間に渡り全国でトラックおよびドライバーの撮影を続け、2007年に写真集『DECOTORA』（リトル・モア）を刊行。
2011年に刊行した写真集『東北』で、第37回木村伊兵衛写真賞を受賞。

## 写真集
- 『DECOTORA』リトル・モア、2007年
- 『東北』リトル・モア、2011年
- 『その血はまだ赤いのか』SLANT、2012年
- 『KURAGARI』SUPER BOOKS、2013年
- 『「おわり。」』SUPER BOOKS、2014年

## 個展
- 『DECOTORA』リトルモア地下、2008年
- 『DECOTORA』タイギャラリー、2008年
- 『KURAGARI#0』DISH、2010年
- 『東北』コニカミノルタプラザ、2012年
- 『その血はまだ赤いのか』SLANT、2012年
- 『その血はまだ赤いのか』BASE CAMP、2012年
- 『東北」FOIL Gallery、2013年
- 『「おわり。」』Gallery Side 2、2015年